# Nathan Ballard
Nathan Ballard é um estrategista do Partido Democrata dos Estados unidos e advogado. Ele era o diretor de comunicações do prefeito de São Francisco, Gavin Newsom. Ballard é um conselheiro e amigo de longa data de Newsom. Ele faz parte do conselho de diretores do The Representation Project, a organização sem fins-lucrativos de Siebel Newsom. Ballard era muito próximo do 43º prefeito de São Francisco, Ed Lee. Ele foi conselheiro de Mark Farrell, o 44º prefeito de São Francisco.
Ballard tem trabalhado como porta-voz do Comitê Nacional Democrata, da Federação do Trabalho da Califórnia, da AFL-CIO, do ex-secretário de estado John Kerry e de Wesley Clark. Ele foi porta-voz do Golden State Warriors e do comitê do Super Bowl 50.
Em 3 de dezembro de 2020, Ballard foi acusado por dois crimes de violência doméstica após alegadamente empurrar sua mulher contra uma porta de vidro e tentar sufocar sua filha de quatro anos com um travesseiro, de acordo com o escritório do xerife de Napa Valley. Ele foi preso em 20 de outubro.

## Carreira
Em 2000, Ballard foi procurador municipal adjunto e porta-voz do procurador municipal em São Francisco. Ele serviu como procurador adjunto ao lado de Kamala Harris, depois vice-presidente dos EUA. Ballard foi o porta-voz do Partido Democrata da Califórnia em 2002. Em 2002, ele também foi porta-voz da campanha de Beverly Hollingworth para governor de Nova Hampshire. Em 2003, Ballard foi o porta-voz da AFL-CIO, durante a convocação do governador Gray Davis.
Durante a eleição presidencial dos Estados Unidos em 2004, Ballard foi o porta-voz de campanha  do senador John Kerry na Califórnia. Em 2006, ele foi o porta-voz da congressista Jackie Speier, durante sua campanha para governadora da Califórnia.
De 2007 a 2010, Ballard foi o diretor de comunicações do prefeito de São Francisco Gavin Newsom. Ele trabalhou para uma coligação de uniões trabalhistas contra uma lei de aposentadoria em São Francisco. Em 2010, Ballard foi porta-voz de Jackie Speier quando ela se candidatou à procuradora geral da Califórnia. Também em 2010, a Burson-Masteller, uma consultoria de relações públicas e comunicações, nomeou Ballard como diretor de gestão.
Em 2011, Ballard trabalhou com uma coalizões de uniões trabalhistas, com o líder Warren Hellman e com o prefeito de São Francisco Ed Lee, para aprovar reformas trabalhistas. Também em 2011, na época dos protestos Ocuppy Oakland, ele serviu como o gestor de crises da prefeita de Oakland Jean Quan, após a renúncia do chefe de polícia da cidade.
Em 2012, Ballard serviu como porta-voz da preposição 38, uma medida fiscal para a educação pública. Ele também foi o porta-voz da Coalizão por Padrões Humanos e Étnicos, composta por mais de 100 chefs da Califórnia pressionando pelo banimento do foie gras. Ballard foi o porta-voz para a união que representa os músicos da Orquestra Sinfônica de São Francisco durante a greve de 2013.
Em 2013, Ballard foi o porta-voz da candidatura de São Francisco a sede do Super Bowl 50 e também foi porta-voz do projeto da nova arena do Golden State Warriors. Em 2014, ele serviu como como porta-voz da candidatura de São Francisco aos Jogos Olímpicos de Verão de 2024.
Em 2016, a Associação de Policiais de São Francisco contratou Ballard para o que foi descrito como um "contra-ataque" contra reformas na polícia após o controverso assassinato de Mario Woods por policiais e questões relacionadas a racismo no departamento de polícia. Ele foi criticado por utilizar crimes exagerados na campanha do sindicato contra o proponente da reforma George Gascón, e reconheceu ter interpretado mal as taxas.
Em 2016, Ballard representou Burma Superstar, uma rede de restaurantes acusada de maus-tratos a funcionários. Em 2016, ele foi o porta-voz de Dede Wilsey durante sua campanha para permanecer como presidente do Museu de Belas Artes de São Francisco.
Em 2017, Ballard trabalhou para o prefeito de Oakland, Libby Schaaf, após o incêndio de um armazém que matou 36 pessoas. A agência de relações públicas de Ballard, foi criticada pelo seu papel na gestão das relações públicas relacionadas com o incêndio do armazém.
Em 2018, Ballard foi representante de Anthony Levandowski, uma figura central na batalha legal entre a a Waymo e a Uber. Levandowski mais tarde declarou-se culpado de roubar segredos comerciais ao Google. Ballard foi consultor do investidor anjo Ron Conway.
Em 2019, a agência de relações públicas de Ballard abriu um segundo escritório em Sacramento. Ele representou uma coalizão de "dezenas" de empresas de maconha legalizada. Sua agência representou a PG&E, quando a empresa enfrentava a falência e críticas em relação a incêndios florestais devastadores.
Em 2020, durante a pandemia de COVID-19, Ballard representou uma grande rede de asilos para idosos na Califórnia, quando quase metade das mortes ocorreram em asilos. Ele foi porta-voz da família Getty.
Ballard é aliado da senadora dos EUA Dianne Feinstein.